# Jean-François Dandrieu
Pour les articles homonymes, voir Dandrieu.
Jean-François Dandrieu (ou d'Andrieu ; né en 1682 à Paris, où il est mort le 17 janvier 1738) est un musicien, organiste, claveciniste et compositeur français.

## Éléments biographiques

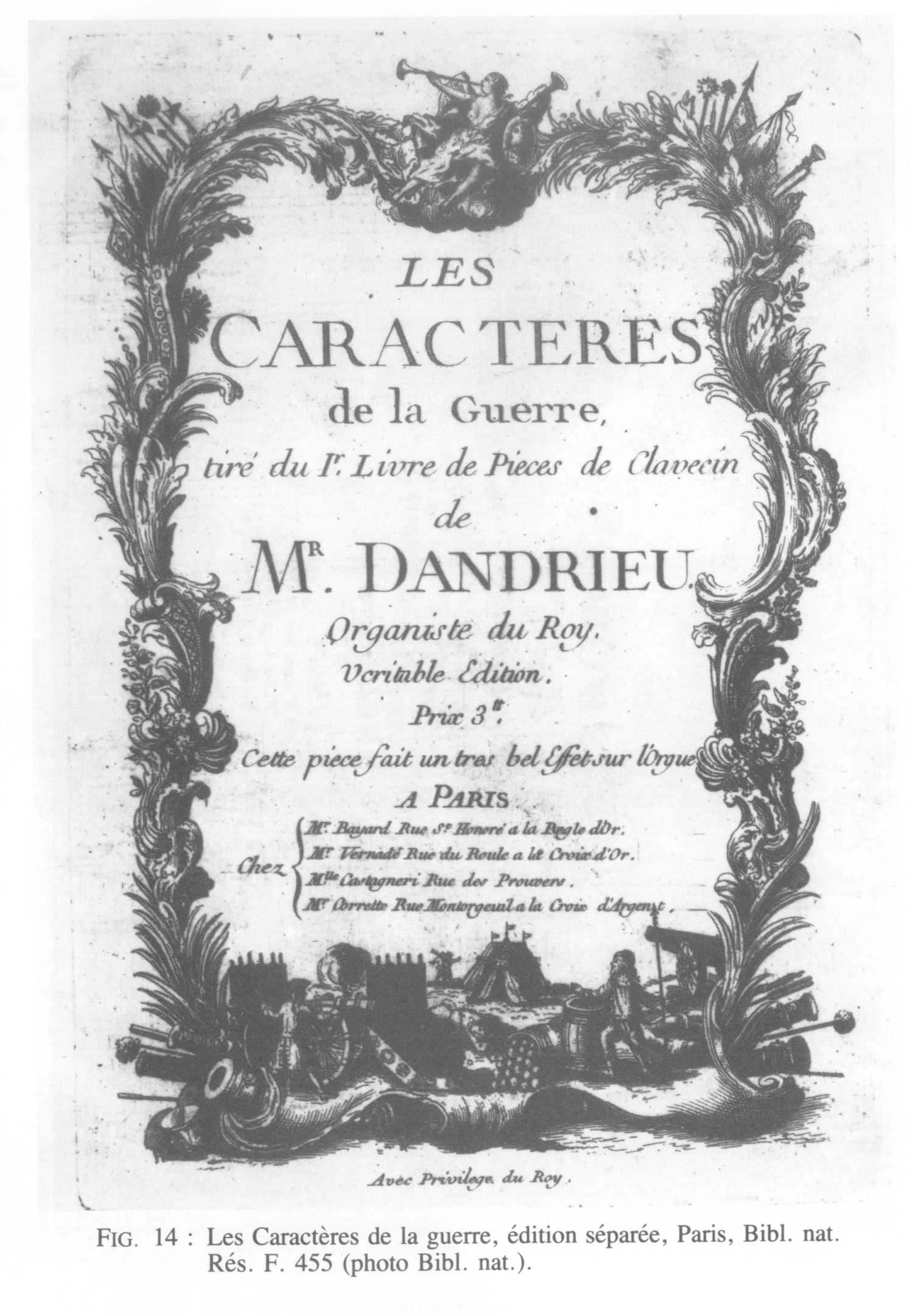
Jean François Dandrieu : Les Caractères de la guerre

Jean-François Dandrieu est né dans une famille d'artisans d'art et de musiciens originaire d'Angers. 
Enfant prodige, il joua du clavecin dès l'âge de cinq ans devant la princesse Palatine, duchesse d'Orléans, à la cour de Louis XIV, début d'une prestigieuse carrière de claveciniste et d'organiste. Il succéda en 1704 à Henry Mayhieux comme titulaire de l'orgue de l'église Saint-Merry, et  participa en 1706 à un jury qui attribua à Rameau l'orgue de l'église de la Madeleine-en-la-Cité – que celui-ci finit d'ailleurs par décliner. Il fut également organiste de l’église Saint-Barthélemy, aujourd’hui détruite, sur l’île de la Cité, où il succéda à son oncle Pierre Dandrieu (1664-1733), prêtre et organiste de Saint-Barthélemy, qui publia vers 1714 un livre de noëls pour l’orgue et le clavecin. Sa sœur Jeanne-Françoise lui succéda à cette même tribune.
Il publia en 1718 un traité intitulé Principes de l'Accompagnement du Clavecin, ouvrage important pour la connaissance de la pratique musicale de son époque, et accéda en 1721 à l'un des postes d'organiste de la Chapelle royale, (son successeur à ce poste fut Louis-Claude Daquin).

## Œuvre
L’œuvre de Jean-François Dandrieu comprend :
- 6 Sonates en trio Op. 1 (1705) ;
- 3 Livres de clavecin dits « de jeunesse » ; Livre de clavecin. Paris : L'auteur ; Ribou ; Foucaut, [v. 1704-5] dédié à Monsieur Robert ; Livre de clavecin. Paris : L'auteur ; Foucaut, [v. 1706] ; Pièces de clavecin courtes et faciles de quatre tons différents. Paris : L'auteur ; Foucaut, [v. 1715-1720]
- 6 Sonates pour le violon Op. 2 (1710) ;
- Les Caractères de la Guerre, symphonies pour instruments (1718) ;
- Principes de l'Accompagnement du Clavecin (1718) ;
- 3 Livres de pièces de clavecin (1724, 1728, 1734) ;
- un Premier livre de pièces d’orgue, préparé peu avant sa mort et publié au début de l’année 1739.
- un second volume publié sous son nom, mais paru plus de vingt ans après sa mort, en 1759, sans doute par les soins de sa sœur, et intitulé Noëls, O Filii, Chansons de saint Jacques, Stabat Mater et Carillons… pour l’orgue et le clavecin. Ce recueil apparaît comme une nouvelle édition du volume de noëls de Pierre Dandrieu, que son neveu élagua, réécrivit et compléta pour lui donner plus d’équilibre et d’homogénéité, peut-être davantage pour son usage personnel que pour le livrer à l’impression.

Comme le dit le compositeur dans son avertissement, le Premier livre est « composé de six suites de tons diférens, dont il y en a la moitié de mineurs et la moitié de majeurs. Chaque suite commence par un offertoire, après lequel viennent plusieurs pièces séparées, et finit par un Magnificat du même ton ». Avec ces pièces, Dandrieu ne s’inscrit plus dans la grande tradition de l’orgue liturgique, à une époque où la musique d’orgue perd de son élévation pour devenir plus autonome et plus décorative. Plus de thème de plain-chant, si ce n'est deux fugues. D'ailleurs, plusieurs offertoires ne sont que les transcriptions de ses sonates en trio. Ses Magnificats sont destinées à être alternés avec le chœur. Dandrieu précise dans son avertissement : « La difficulté de composer des pièces d’orgue telles qu’il seroit à souhaiter qu’elles fussent pour être dignes de la majesté du lieu où l’on touche de cet instrument qui sert avec tant de distinction à chanter les louanges de Dieu, m’a long-tems fait balancer à entreprendre ce travail. Mais enfin la considération du besoin que peuvent en avoir les personnes particulièrement consacrées au service des autels, m’a déterminé à m’y appliquer avec toute l’attention dont je suis capable. »
Au clavecin, le style simple et élégant de Dandrieu est voisin de celui de Couperin, avec une pratique du contrepoint qui le rapproche parfois des Allemands. Cette œuvre est en France, après celles de Couperin et de Geoffroy, la plus importante en nombre de pièces. Le cadre strict de la suite de danses est abandonné au profit des « pièces de caractère » aux titres évocateurs.

## Extraits sonores
- Extraits du Premier livre d'orgue (pièces en sol) par Jean-Luc Perrot aux orgues historiques François-Henri Clicquot de la priorale de Souvigny[5] :

Plein jeu
Duo
Trio
Basse de cromorne
Tierce en taille
Muzète [sic]
Récit de Nazard
Ofertoire
Plein Jeu, premier Magnificat de la suite en Ré majeur pour orgue.
Registration :
- G.O. : Montre 16, Montre 8, Prestant, Doublette, Plein-Jeu VII
- Positif : Montre, Prestant, Doublette, Plein-Jeu IV
- G.O. et Positif accouplés. Tirasse G.O. et Positif.

## Discographie

### Clavecin
- Jean-François Dandrieu : Pièces de clavecin - Olivier Baumont (Accord, 205 042 MU 750, 1988)
- Jean-François Dandrieu : Premier livre de clavecin - Iákovos Pappás (Ogam, 488014-2, 2002)
- Dandrieu : 1er livre de clavecin - Brigitte Haudebourg (Arion, ARN 63656, 2006)
- Jean-François Dandrieu : Pièces de caractère - Marouan Mankar-Bennis (L'Encelade, ECL1702, 2018)
- Jean-François Dandrieu : Trois livres de pièces de clavecin - Pieter-Jan Belder (Brilliant Classics, 96125/1à4, 2023)

### Orgue
- Jean-Patrice Brosse : Pièces d'orgue in Vêpres de l'Assomption, (Pierre Verany, PV 796104, 1996)
- Jean-Charles Ablitzer : Noëls et Magnificat de Jean-François Dandrieu, joués sur l'orgue de Domgermain (label ILD, 2004)
- Jean-Baptiste Robin : 4 Magnificats, Noëls et Pâques, joués sur l’orgue de La Chapelle de Versailles. CD Château de Versailles spectacles 2019
- Michel Chapuis : L'Orgue De La Chapelle Royale De Versailles. 2003
- Pieter-Jan Belder : Dandrieu : Premier Livre de Pièces D'orgue (Brillant Classics, 2023)

### Musique de chambre
- Six sonates en trio op.1, Le Consort, Théotime Langlois de Swarte, Sophie de Bardonnèche, violons, Louise Pierrard, viole de gambe, Hanna Salzenstein, violoncelle, Justin Taylor, clavecin orgue. CD Alpha 2019, Diapason d'or, 5 étoiles Classica.